# Nagybakónak
Nagybakónak község Zala vármegyében, a Nagykanizsai járásban, a Zalai-dombságban, a Zalaapáti-hát területén.

## Fekvése
A község Nagykanizsától északkeletre fekszik. Zsáktelepülés, közúton csak a közel 7 kilométer hosszú 75 128-as számú mellékúton érhető el, amely Nagyrécsénél ágazik ki a Zalakomár-Nagykanizsa közti 7511-es útból.
Van egy erdőterület a határában, amelynél 7 község határa találkozik: Nagybakónak, Újudvar, Gelsesziget, Gelse, Orosztony, Kerecseny, Zalaújlak. Ezért ezt a területet "Héthatárnak" nevezik. Északról Gelse, Orosztony, keletről Zalaújlak, Csapi, délről Nagykanizsa, Nagyrécse, nyugatról pedig Újudvar és Gelsesziget határolja.
Dombok között, a domboldalakon és a völgyben épült, ezért látszik rendezetlennek, mert az utcáknak is követniük kell a domborzati viszonyokat. A község helyén korábban nagy tölgyes és bükkös erdők voltak. A két falurészt mocsár választotta el, amelyet a múlt század második felében, az 1848–49-es forradalom és szabadságharc után csapoltak le. A levezető árok neve Bakónak patakja, másutt Bakónaki-patak, amely összegyűjti a környék vizeit, és Légrádnál ömlik a Murába.

## Története
A néphiedelem szerint a falu nevének eredete Könyves Kálmán uralkodásához fűződik. A történet szerint egykor Bakónak és Zalaújlak között akkora patak folyt, hogy Bakó molnár malmot építhetett rá. Egy alkalommal az uralkodó ezen a vidéken utazott át Dalmácia felé, amikor a királyi hintó kereke eltörött, éppen a malom előtt. A molnár nemcsak megjavította a kereket, hanem vendégül látta a királyt és kíséretét is, akiket Bakóné finom ebéddel kínált. A kerék elkészülte és felszerelése után az uralkodó hálája jeléül kinyújtotta karját, körülmutatott és azt mondta: „Ezt az egész területet pedig adjuk Bakónak munkájáért és a szíves vendéglátásért.” A határrészt a helyiek a mai napig Bakómonának nevezik.
A mai elnevezés Nagybakónak, az eltűnt Puszta néven ismert falu vagy puszta - ma már csak egy dűlő neve - helyén épült Száka és Bakónak egyesülése után, a 19. század közepe óta használt településnév.
A falu elnevezései a különböző korokban a Megyei Levéltár feljegyzései alapján
- II. András uralkodása idején: 
  - 1203. Baconuk
  - 1226. Bachonuc
- IV. Béla uralkodása idején:   
  - 1259. Bakonuk
  - 1270. Bakolnuk
- Károly Róbert uralkodása idején:  
  - 1320. Bakonuk
  - 1322. Keth Bakonuk
  - 1326. Bakolnak-Bakonuk
  - 1339. Duas villas Bakonuk
  - 1340. Bacolnuk-Bakolnuk
- Nagy Lajos uralkodása idején:     
  - 1363. Egyházas Bakonuk
  - 1366. Bakonuk super et inf.
  - 1372. Egyházasbakonok
  - 1373. Bakolnok
  - 1381. Alsou Bakonuk-Felseubakonuk
- Mária és Zsigmond idején:     
  - 1382. Bakonuk
  - 1387. Bakonok
  - 1389. Bakonok
  - 1401. Kysbakonok
  - 1405. utraque Bakolnok
  - 1409. Bakolnuk
  - 1428. Nagybakonok
- Mátyás uralkodása idején:         
  - 1483. Nagbakonok
- II. Lajos uralkodása idején:
  - 1519. Felsew Bakonak
  - 1521. Bakolnok
  - 1524. Alsó Bakonok[5]

## Közélete

### Polgármesterei
- 1990–1994: Hegedűs István (független)[6]
- 1994–1998: Hegedűs István (független)[7]
- 1998–2002: Hegedűs István (független)[8]
- 2002–2006: Hegedűs István (független)[9]
- 2006–2010: Molnár Józsefné (független)[10]
- 2010–2014: Molnár Józsefné (független)[11]
- 2014–2019: Molnár Józsefné (független)[12]
- 2019–2024: Kovács Tamás (független)[13]
- 2024– : Kovács Tamás (független)[1]

## Népesség
A település népességének változása:
| Lakosok száma | 408  | 397  | 392  | 369  | 347  | 361  | 374  |
|               | 2013 | 2014 | 2015 | 2021 | 2022 | 2023 | 2024 |

A 2011-es népszámlálás idején a nemzetiségi megoszlás a következő volt: magyar 92,8%, cigány 6,3%, német 0,8%. A lakosok 61,8%-a római katolikusnak, 2,5% reformátusnak,  8,1% felekezeten kívülinek vallotta magát (27% nem nyilatkozott).
2022-ben a lakosság 86,5%-a vallotta magát magyarnak, 4,6% németnek, 2,6% cigánynak, 0,3% szlovénnek, 0,3% románnak, 2,3% egyéb, nem hazai nemzetiségűnek (11% nem nyilatkozott; a kettős identitások miatt a végösszeg nagyobb lehet 100%-nál). Vallásuk szerint 49,3% volt római katolikus, 3,5% református, 0,3% evangélikus, 1,2% egyéb keresztény, 0,9% egyéb katolikus, 8,4% felekezeten kívüli (36,3% nem válaszolt).

## Képgaléria

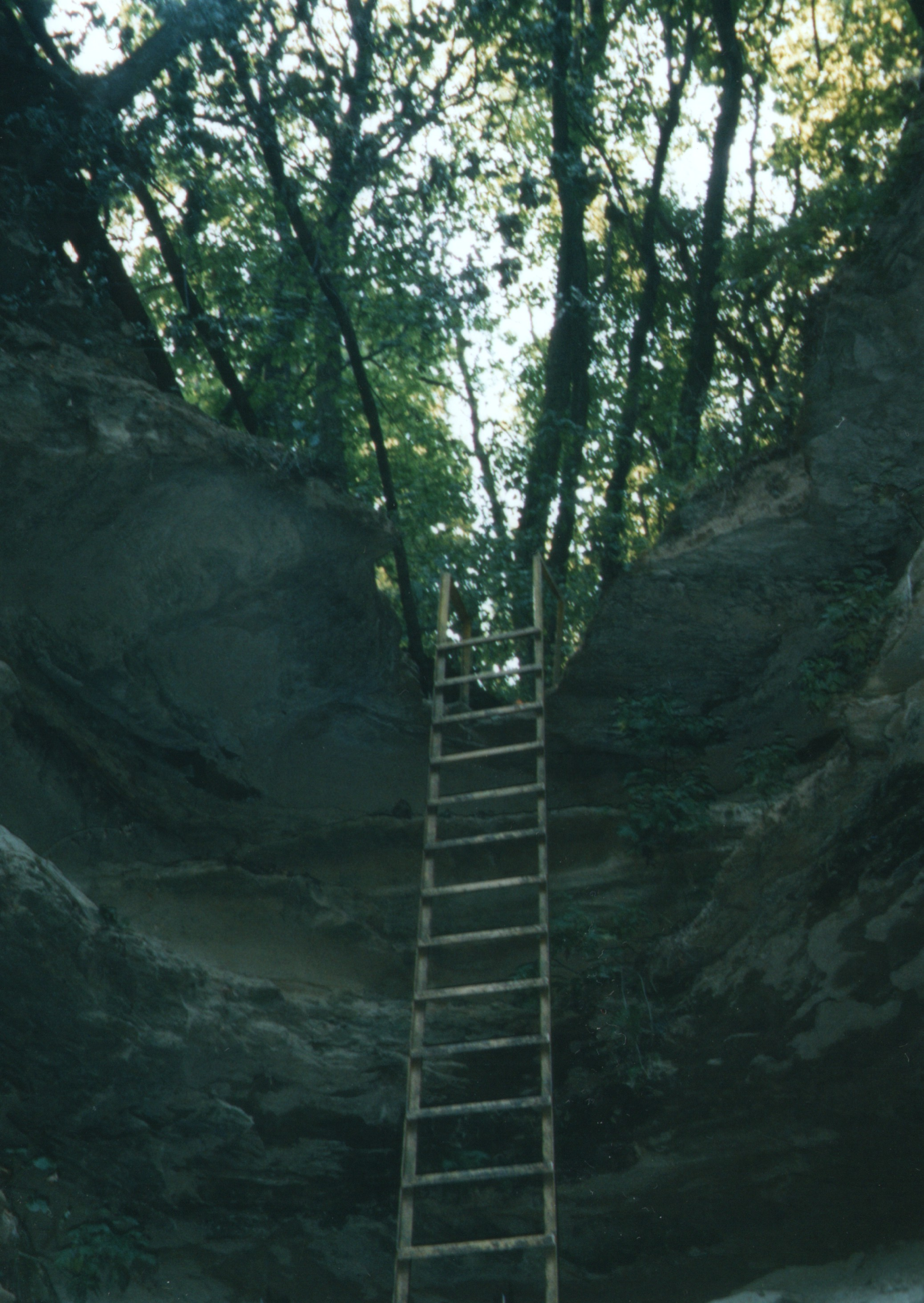
A Kőszikla-szurdok
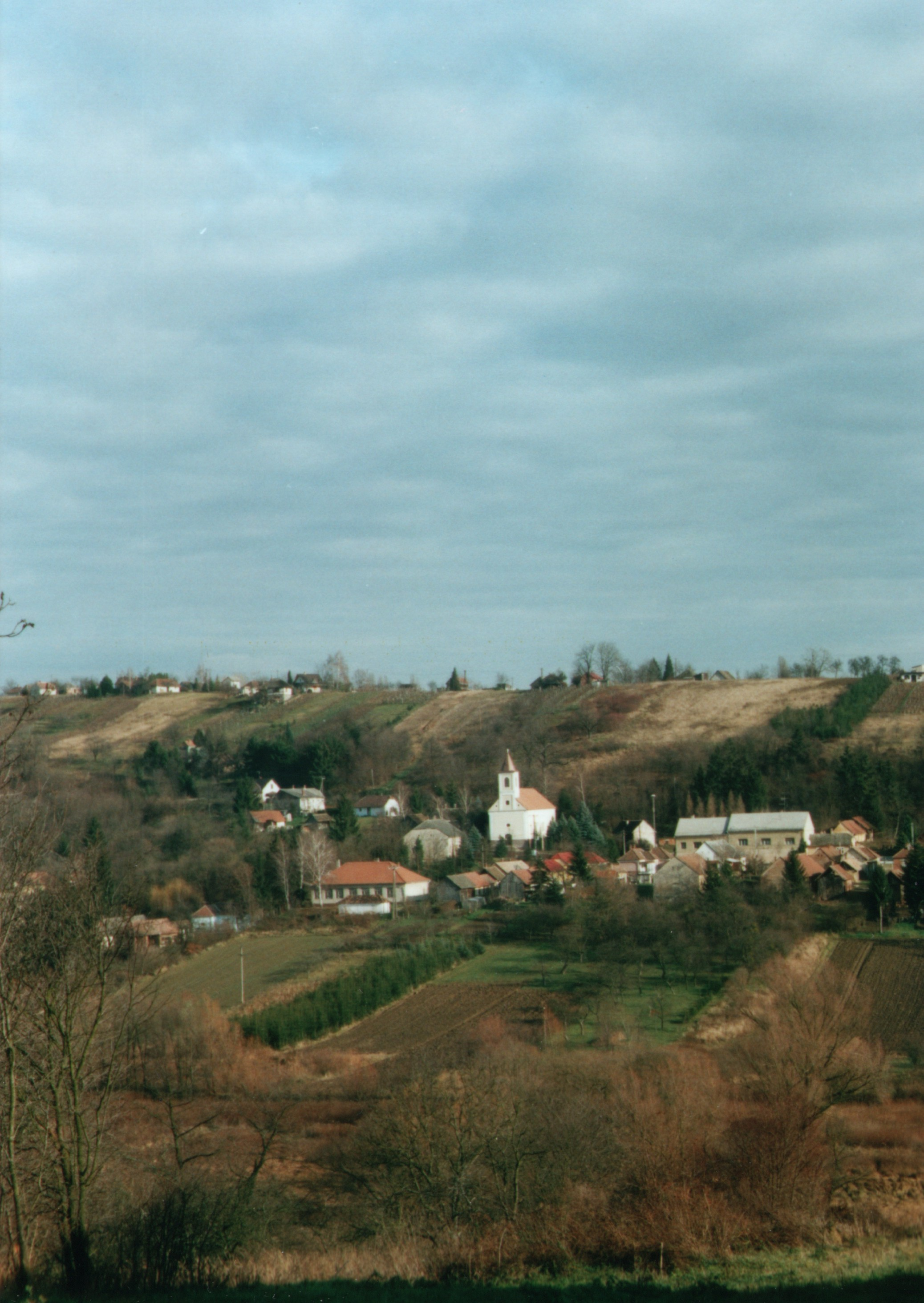
Nagybakónak
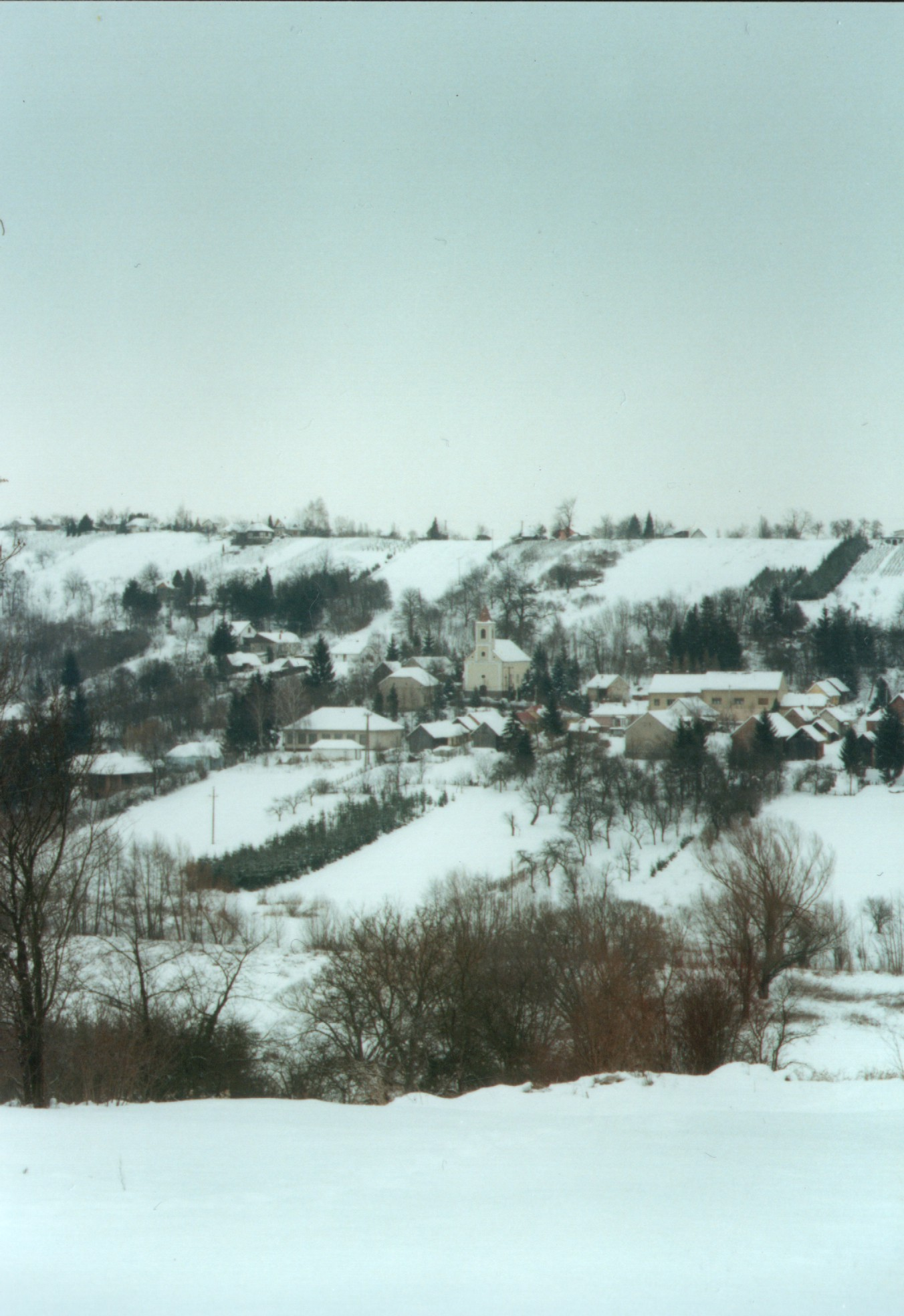
A téli Nagybakónak
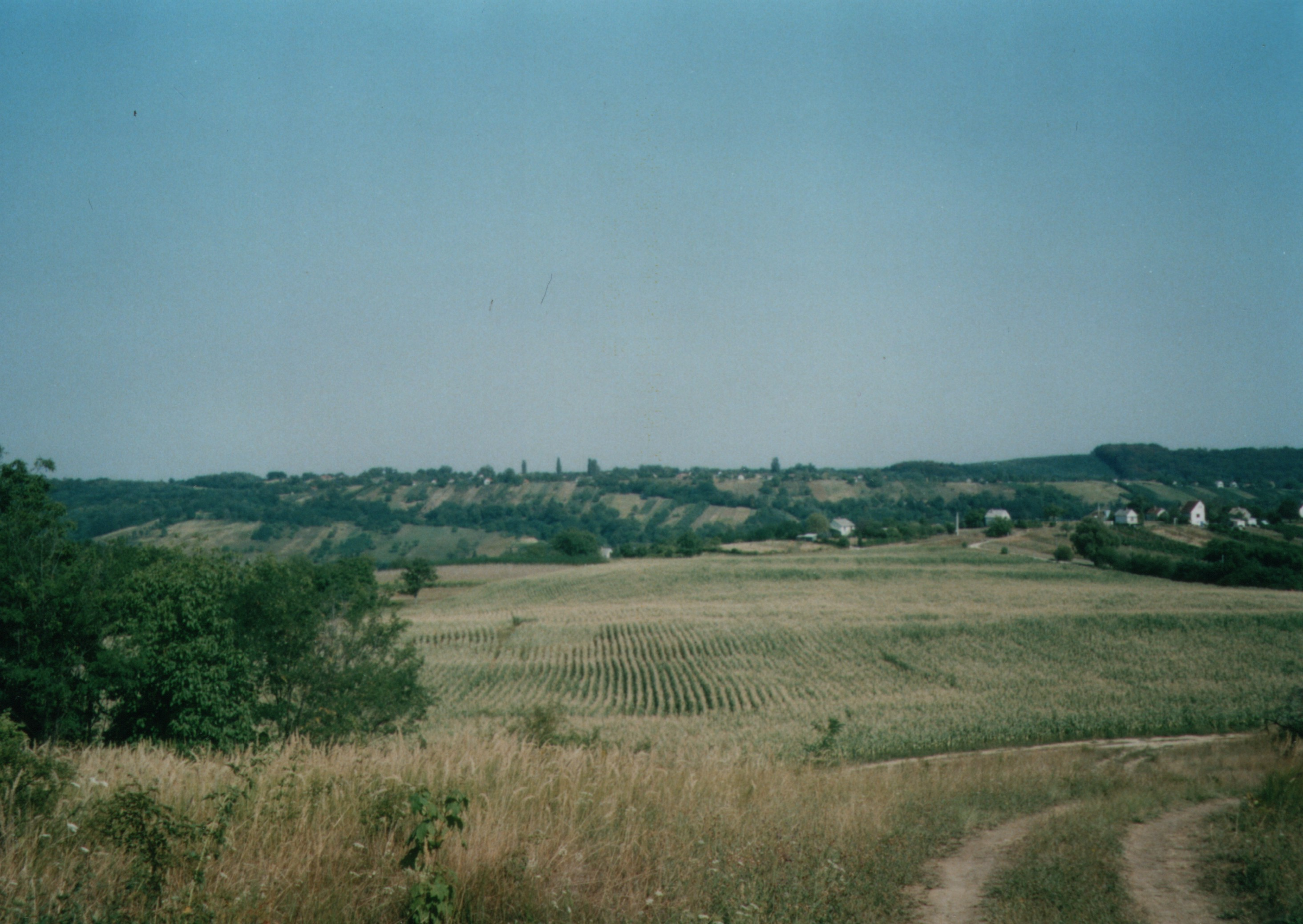
A község látképe délről
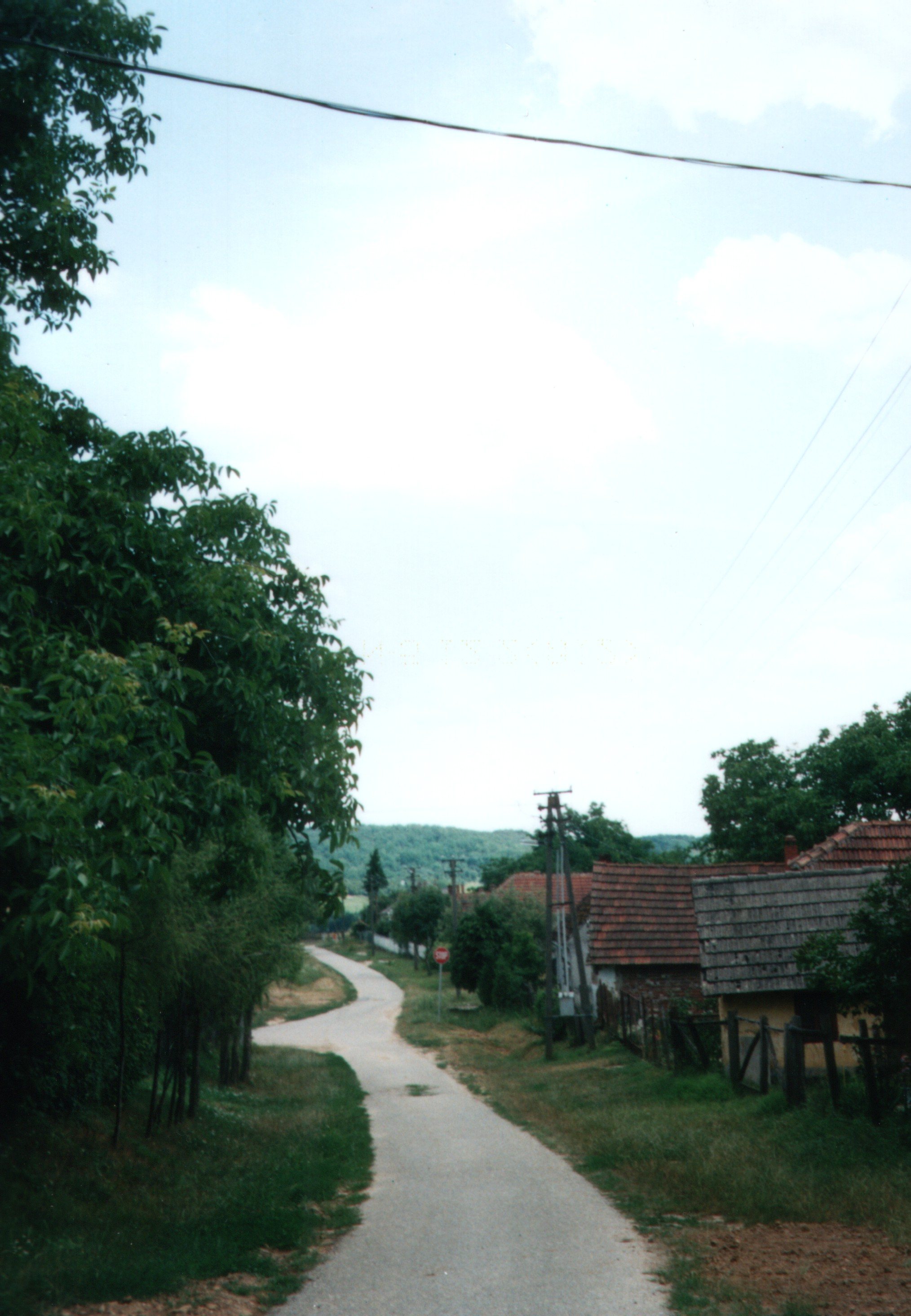
Nagybakónaki utcakép
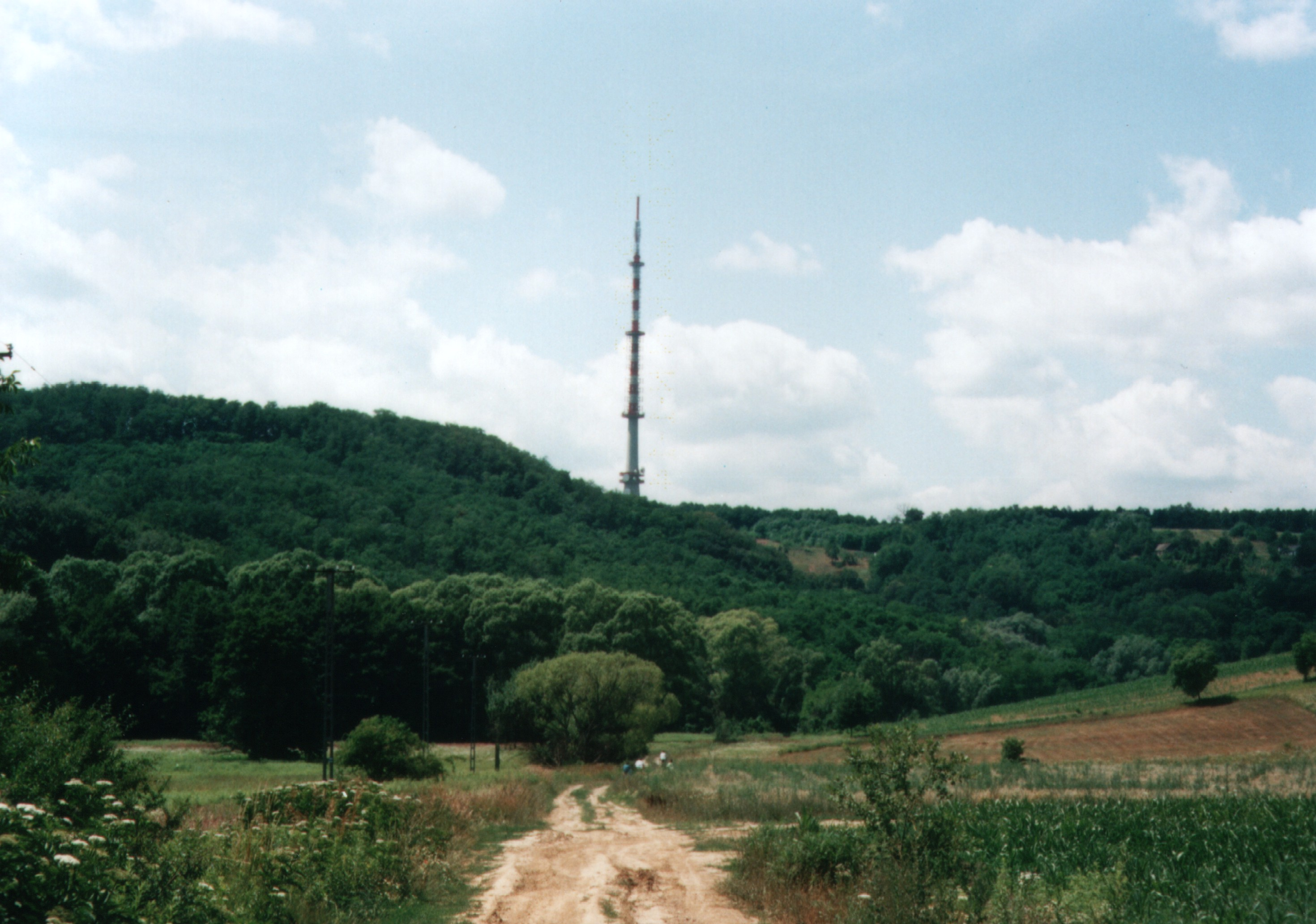
Árpád forráshoz vezető út